# 杉浦しおり
杉浦 しおり（すぎうら しおり、7月1日 - ）は、日本の女性声優。愛知県出身。アイムエンタープライズ所属。

## 略歴
日本ナレーション演技研究所出身。

## 人物
方言は三河弁。
趣味・スポーツは漫画集め、お菓子作り、野球観戦。特技は歌うこと、絵を描くこと。
資格は英語検定3級、管理栄養士。

## 出演

### テレビアニメ
2015年
- 俺がお嬢様学校に「庶民サンプル」としてゲッツされた件（末広瑞穂）
- Dance with Devils（女子生徒）

2016年
- ファンタシースターオンライン2 ジ アニメーション（女子生徒）
- だがしかし（女の子）
- 迷家-マヨイガ-（プゥ子、女子C、園児A、美里）
- アイカツスターズ!（亀山）
- ラブライブ!サンシャイン!!（2016年 - 2017年、女子生徒） - 2シリーズ
- マジきゅんっ!ルネッサンス（女の子）

2017年
- BanG Dream!（日野光、仁藤史織 ほか）
- スタミュ（女性たち）
- 覆面系ノイズ（女子生徒3）

2019年
- 神田川JET GIRLS（2019年 - 2020年、鶴野ひな）

2020年
- Lapis Re:LiGHTs（生徒）

2021年
- ラブライブ!スーパースター!!
- プラチナエンド（中矢間知代）

2022年
- ラブライブ!虹ヶ咲学園スクールアイドル同好会

2023年
- オーバーテイク!（ファンの女の子）

2024年
- 魔法少女にあこがれて（杜乃こりす / ネロアリス）
- 響け!ユーフォニアム3（剣崎梨々花）

2025年
- Übel Blatt〜ユーベルブラット〜（巫女姫、シェムリェ）
- クレヨンしんちゃん（園児B）
- ぷにるはかわいいスライム（生徒）

### 劇場アニメ
- 劇場版 響け！ユーフォニアムシリーズ（2018年 - 2023年、剣崎梨々花[11]、吹奏楽部員） - 3作品[一覧 2]
- 小林さんちのメイドラゴン さみしがりやの竜（2025年、イルル[13]）

### OVA
- ガヴリールドロップアウト（2017年、友達）

### ゲーム
2010年代
- 激突!ブレイク学園（2015年、真音木リカ）
- スターレット（2016年、カスミ）
- 城姫クエスト（2017年、郡上八幡城、墨俣城）
- クイズRPG 魔法使いと黒猫のウィズ（2017年、メロウ）
- 白猫プロジェクト（2018年、ジュラ）
- 天華百剣 -斬-（2018年、岡田切吉房）
- キュイディメ（2018年、トンポーロウ）
- Food Fantasy-フードファンタジー（2019年、よもぎ団子）
- グランドサマナーズ（2019年、碧愛師聖マキナス）
- VARIABLE BARRICADE（2019年、鹿野紬）
- 蒼藍の誓い ブルーオース（2019年、サラトガ、ソーマレス）

2020年代
- OCTOPATH TRAVELER 大陸の覇者（2020年）
- アークナイツ（2020年、バニラ）
- ウマ娘 プリティーダービー（2021年 - 2024年、スイープトウショウ）
- アズールレーン（2021年、ステフェン・ポッター）
- Epic Seven-エピックセブン-（2021年 - 2022年、アーディン）
- 幻獣契約クリプトラクト（2022年、エフェメラ）
- モンスターストライク（2023年、解体新書）
- ウマ娘 プリティーダービー 熱血ハチャメチャ大感謝祭!（2024年、スイープトウショウ）

### ドラマCD
- 響け！ユーフォニアム 5th Anniversary Disc 〜きらめきパッセージ〜（2021年、剣崎梨々花[28]）

### ボイスドラマ
- 戦国繚乱美少女伝（2025年、徳川秀忠）

### ラジオ
- そしてちゅ～ぼ～からいなくなった（2024年1月 - 2024年12月、ニコニコチャンネル ONE TO ONE 消灯時間-ショートタイム-）

### 舞台
- あいまいみー THE みゅ〜じかる（2017年）

### イベント
- たむら祭2015〜昭和のかほり〜（2015年、ゲスト[29]）

### ナレーション
- 謙聞録 特別編 密着ドキュメンタリー『Teamメイケイエールの挑戦～叶えてきた夢、叶えたい夢』（2023年）[30]

## ディスコグラフィ

### キャラクターソング
| 発売日         | 商品名                                                                           | 歌 | 楽曲                          | 備考                                                   |
| -------------- | -------------------------------------------------------------------------------- | --- | ----------------------------- | ------------------------------------------------------ |
| 2019年4月17日  | 百華繚乱                                                                         | 稲葉郷（古賀葵）、岡田切吉房（杉浦しおり）、徳善院貞宗（富田美憂） | 「祭り恋し夢のあと」          | ゲーム『天華百剣 -斬-』関連曲                          |
| 2021年7月21日  | 百華繚乱 参                                                                      | 岡田切吉房（杉浦しおり）、歌仙兼定（佳穂成美）、二つ銘則宗（河野ひより） | 「すぺしゃる☆Holy Night!!」   | ゲーム『天華百剣 -斬-』関連曲                          |
| 2021年9月22日  | ウマ娘 プリティーダービー WINNING LIVE 02                                        | エアグルーヴ（青木瑠璃子）、カワカミプリンセス（高橋花林）、スイープトウショウ （杉浦しおり）、ニシノフラワー（河井晴菜）、メジロドーベル（久保田ひかり） | 「彩 Phantasia」              | ゲーム『ウマ娘 プリティーダービー』関連曲              |
| 2021年9月22日  | ウマ娘 プリティーダービー WINNING LIVE 02                                        | ダイワスカーレット（木村千咲）、グラスワンダー（前田玲奈）、テイエムオペラオー（徳井青空）、ナリタブライアン（衣川里佳）、シンボリルドルフ（田所あずさ）、エアグルーヴ（青木瑠璃子）、ビワハヤヒデ（近藤唯）、マヤノトップガン（星谷美緒）、ミホノブルボン（長谷川育美）、ウイニングチケット（渡部優衣）、カワカミプリンセス（高橋花林）、スイープトウショウ（杉浦しおり）、ナリタタイシン（渡部恵子）、ニシノフラワー（河井晴菜）、メジロドーベル（久保田ひかり） | 「うまぴょい伝説」            | ゲーム『ウマ娘 プリティーダービー』関連曲              |
| 2022年2月22日  | ウマ娘 プリティーダービー Solo Vocal Tracks Vol.3 -4th EVENT SPECIAL DREAMERS!!- | スイープトウショウ（杉浦しおり） | 「彩 Phantasia（Game Size）」 | ゲーム『ウマ娘 プリティーダービー』関連曲              |
| 2024年3月27日  | TVアニメ「魔法少女にあこがれて」オリジナルサウンドトラック                       | マジアベーゼ（和泉風花）、レオパルト（古賀葵）、ネロアリス（杉浦しおり） | 「とげとげサディスティック」  | テレビアニメ『魔法少女にあこがれて』エンディングテーマ |
| 2024年3月27日  | TVアニメ「魔法少女にあこがれて」オリジナルサウンドトラック                       | マジアベーゼ（和泉風花）、レオパルト（古賀葵）、ネロアリス（杉浦しおり）、ロコムジカ（相坂優歌）、ルベルブルーメ（津田美波） | 「とげとげサディスティック」  | テレビアニメ『魔法少女にあこがれて』エンディングテーマ |
| 2024年10月16日 | TVアニメ『響け！ユーフォニアム3』キャラクターソングシングル Vol.2                | 久石奏（雨宮天）、剣崎梨々花（杉浦しおり） | 「ラブリー♡ I know」          | テレビアニメ『響け!ユーフォニアム3』関連曲             |

### シリーズ一覧
1. ↑  第1期（2016年）、第2期（2017年）
2. ↑  『リズと青い鳥』[11][3]（2018年）、『誓いのフィナーレ』（2019年）、『アンサンブルコンテスト』[12]（2023年）